# محمود تيمور
محمود أحمد تيمور (1312- 1392هـ/ 1894-1973م) كاتب قصصي ومسرحي وروائي، ولد في القاهرة في أسرة اشتهرت بالأدب؛ فوالده أحمد تيمور باشا (1871-1930م) الأديب المعروف، الذي عرف باهتماماته الواسعة بالتراث العربي، وكان «باحثاً في فنون اللغة العربية، والأدب والتاريخ، وخلّف مكتبة عظيمة هي» التيمورية«، تعد ذخيرة للباحثين إلى الآن بدار الكتب المصرية، بما تحوي من نوادر الكتب والمخطوطات» وعمته الشاعرة الرائدة عائشة التيمورية (1840-1903م) صاحبة ديوان «حلية الطراز»، وشقيقه محمد تيمور (1892-1921م) هو صاحب أول قصة قصيرة في الأدب العربي.

## نشأته
ولد في أحد أحياء مصر القديمة في (12 من المحرم 1312هـ = 4 من يونيو 1894م)، ونشأ في أسرة عريقة على قدر كبير من الجاه والعلم والثراء؛ فقد كان أبوه أحمد تيمور باشا واحدًا من أبرز أعلام عصره ومن أقطاب الفكر والأدب المعدودين، وله العديد من المؤلفات النفيسة والمصنفات الفريدة التي تكشف عن موسوعية نادرة.
وكان درب سعادة -وهو الحي الذي وُلد فيه محمود تيمور- يتميز بأصالته الشعبية؛ فهو يجمع أشتاتًا من الطوائف والفئات التي تشمل الصناع والتجار وأرباب الحرف من كل فن ولون، وقد تَشربَّت نفسه وروحه بتلك الأجواء الشعبية منذ نعومة أظفاره، واختزنت ذاكرتُه العديدَ من صور الحياة الشعبية والشخصيات الحية التي وقعت عيناه عليها، وأعاد رسمها وعبر عنها -بعد ذلك- في الكثير من أعماله القصصية.
وما لبثت أسرته أن انتقلت إلى ضاحية عين شمس؛ فعاش في ريفها الساحر الجميل الذي كان ينبوعًا لوجدانه، يغذيه بالجمال والشاعرية، ويفجر فيه ملكات الإبداع بما فيه من مناظر جميلة وطبيعة خلابة ساحرة.

## نقطة التحول
وقد تعلم محمود تيمور بالمدارس المصرية الابتدائية والثانوية الملكية، والتحق بمدرسة الزراعة العليا، ولكن حدثت نقطة تحول خطيرة في حياته وهو لم يتجاوز العشرين من عمره بعد؛ فقد أصيب بمرض التيفود، واشتدت وطأة المرض عليه؛ فانقطع عن دراسته الزراعية، ولزم الفراش ثلاثة أشهر، قضاها في القراءة والتأمل والتفكير، وسافر إلى الخارج للاستشفاء بسويسرا، ووجد في نفسه ميلاً شديدًا إلى الأدب؛ فألزم نفسه بالقراءة والاطلاع، وهناك أتيحت له دراسة عالية في الآداب الأوربية؛ فدرس الأدب الفرنسي والأدب الروسي، بالإضافة إلى سعة اطلاعه في الأدب العربي.
واتسعت قراءاته لتشمل روائع الأدب العالمي لعدد من مشاهير الكتاب العالميين، مثل: «أنطون تشيكوف»، و«إيفان تورجنيف»، و«جي دي موباسان».

## خطواته الأدبية الأولى
وكان شقيقه "محمد" خير مرشد له بما يسديه، وبما لديه من ثقافة واسعة، وموهبة أدبية رفيعة، وقد تأثر محمود تيمور بأخيه في اتجاهه نحو المذهب الواقعي في الكتابة القصصية، والذي ظهر واضحًا في مجموعته القصصية الأولى "ما تراه العيون"، فأعجب بها محمود إعجابًا دعاه إلى أن يؤلف على غرارها؛ فكتب باكورته القصصية " سنة (1345 هـ = 1915م خرشو).
وفجأة تُوفِّي أخوه محمد وهو في ريعان الصبا وشرخ الشباب؛ فشعر محمود بانهيار آماله، وفقد حماسه، وأصابه اليأس، وانزوى حزينًا مستسلمًا للأسى والإحباط، ولكن بمرور الأيام بدأ الجرح يندمل في قلبه، وأقبل من جديد على الحياة، وراح ينفض عن نفسه الفشل والإحباط، واعتمد على نفسه مهتديًا بهُدى شقيقه الراحل، ومترسمًا خطاه في عالم الأدب والإبداع، وأقبل على الكتابة بنشاط

## رومانسية تيمور
ومما لا شك فيه أن تيمور الابن قد ورث عن أبيه العديد من الملكات والصفات؛ فقد كان مغرمًا بالأدب واللغة، شغوفًا بالقراءة والبحث والاطلاع، محبًا للكتابة والتأليف، وقد عُني أبوه منذ سن مبكرة بتوجيهه إلى القراءة والاطلاع، وتنشئته على حب فنون الأدب واللغة؛ فأقبل الابن على مكتبة أبيه العامرة بنَهَمٍ شديد، ينهل منها، ويَعُبّ من ذخائرها، ويجني من مجانيها.
وكان له شغف خاص بالمنفلوطي الذي غرس فيه نزعته الرومانسية، كما تأثر بعدد من الشعراء، خاصة شعراء المهجر، وعلى رأسهم «جبران خليل جبران»، الذي كان لكتابه «الأجنحة المتكسرة» بنزعته الرومانسية الرمزية تأثير خاص في وجدانه.

## بين المحن والمنح
لم يكن المرض هو مأساة تيمور الوحيدة؛ فقد كان فقدُهُ لأخيه محمد مأساةً أخرى، صبغت حياته بحالة من الحزن والتشاؤم والإحباط، لم يستطع الخروج منها إلا بصعوبة بالغة، وكان على موعد مع مأساة ثالثة أشد وطأة على نفسه ووجدانه، زلزلت حياته، وفجعته في ولده الذي اختطفه الموت وهو ما زال في العشرين من عمره؛ وقد تركت تلك المأساة في نفسه مرارة لا تنتهي، وحزنًا لا ينقضي، وكان ملاذه الوحيد وسلواه في كل تلك المحن والأحداث هو الكتابة، يَهرع إليها ليخفف أحزانه، ويضمد جراحه، ويتناسى آلامه. وقد انعكس ذلك في غزارة إنتاجه وكثرة مؤلفاته.

## مكانة تيمور الأدبية
وقد حظي محمود تيمور بحفاوة وتقدير الأدباء والنقاد، ونال اهتمام وتقدير المحافل الأدبية ونوادي الأدب والجامعات المختلفة في مصر والوطن العربي، كما اهتمت به جامعات أوروبا وأمريكا، وأقبل على أدبه الأدباء والدارسون في مصر والعالم.
وم شادن تيمور مصر في العديد من المؤتمرات الأدبية، مثل: مؤتمر الأدباء في بيروت سنة (1373هـ = 1954م)، ومؤتمر القلم ببيروت سنة (1373هـ = 1954م) أيضًا، ومؤتمر الدراسات الإسلامية في جامعة بشاور بباكستان، ومؤتمر الأدباء في دمشق.
كما نال إنتاجه القصصي جائزة مجمع اللغة العربية بمصر سنة (1366هـ = 1947م)، وما لبث أن عُيِّن عضوا فيه عام (1368هـ = 1949م).
وحصل على جائزة الدولة للآداب سنة (1369هـ = 1950م)، وجائزة «واصف غالي» بباريس سنة (1370هـ = 1951م)، ومُنِح جائزة الدولة التقديرية في الأدب سنة (1382هـ = 1963م) من المجلس الأعلى لرعاية الفنون والآداب. واحتفلت به جامعات روسيا والمجر وأمريكا، وكرمته في أكثر من مناسبة.
وقد كتب محمود بن الشريف كتابا عنوانه «أدب محمود تيمور للحقيقة والتاريخ»، توجد منه نسخة في مكتبة الدكتور أكرم علي حمدان الخاصة، في منزله بلندن، كانت من مقتنيات محمود تيمور وقد أهداها لبعض أصدقائه، مع بطاقته الشخصية التي تحمل اسمه وعنوانه، وقد كتب عليها بخط يده: «مع تحيات».

## روابط خارجية
- محمود تيمور على موقع أرشيف الشارخ.
- محمود تيمور على موقع الموسوعة البريطانية (الإنجليزية)
- محمود تيمور على جود ريدز